# Стефан Кръстев – Пиперката
Стефан Кръстев, известен като Пиперката, е български революционер, деец и светиврачки околийски войвода на Вътрешната македонска революционна организация.

## Биография
Стефан Кръстев Пиперката, роден в село Левуново, Светиврачко. След Първата световна война, Алеко Василев създава в Пиринска Македония военна организация, която от началото на 1920 година се слива с възстановената ВМРО. Алеко Василев е петрички окръжен войвода и пълномощник на Централния комитет на ВМРО за Серски, Струмишки и Солунски революционен окръг. Групови началници в окръжната чета на Алеко паша са Стефан Пиперката, Тома Радовски и Митьо Илиев, а Ангел Коларов и Георги Хазнатарски са помощник-окръжни войводи на Алеко Василев. По заповед на Централния комитет на ВМРО Стефан Пиперката ръководи убийството на Стоян Стоянов Гущеров, извършено от Ставро и Томата Календралията. През пролетта на 1922 година Стефан Пиперката като светиврачки околийски войвода заповядва на Лазар Маджиров да залови и убие контрабандиста Димитър Тодоров от село Долна Сушица. На 15 август 1934 година Лазар Маджиров е разпитан като обвиняем от съдебен следовател при Горноджумайския окръжен съд. В протокола посочва, че по националност е българин, 41-годишен, женен, грамотен,православен, неосъждан. Той отговаря следното на зададените въпроси: „През 1922 г. по заповед на Стефан Пиперката – убит през 1923 година, отидох в Мелник откъдето закарах Димитър Тодоров – поляк в с. Долна Сушица. Стефан Пиперката беше Светиврачки околийски войвода. Пиперката ми заповяда да отида и закарам Димитър Тодоров и да го убия, защото прекарвал контрабанда. Закарах го между селата Долна Сушица и Рожен, оставих го в една овчарска колиба на Петър Джевелеков от с. Рожен, Петър Джевелеков беше там. Отидох вкъщи в с. Рожен, което е на половин час от там. Взех си пушката, върнах се при колибата и с един изстрел даден от разстояние на 4-5 крачки го убих. Ударих го в гърдите, беше към 10-11 часа вечерта. Когато убих Димитър Тодоров там беше и Петър Джевелеков, оставих го на него да го зарови, като му заръчах това. Когато го закарах аз му казах, че го вика войводата Стефан Пиперката. Димитър Тодоров познаваше Стефан войводата (Пиперката). Аз съм нещо като прислужник на Стефан (Пиперката). Четниците от четата на Стефан (Пиперката) всички ги избиха."
Стефан Пиперката е убит през 1923 година от привърженици на Иван Михайлов. На 1 юни 1935 година кметът на Мелник Борис Манолов уведомява съдия-следователя в Петрич, че по сведения събрани от местни жители лицето Стефан Пиперката е било обесено през 1923 година в село Кърланово, но за смъртта му няма съставен акт. По този случай кметът на Склаве пише следното: „Лицето Стефан Пиперката бивш жител на село Левуново, е обесен от В.М.Р.О. през 1923 година – смъртен акт за същия не е съставян“.